# Surdat
Surdat è un singolo del rapper italiano Livio Cori pubblicato il 17 dicembre 2017, come parte della colonna sonora della serie televisiva Gomorra.